# علي أباد (رباطات)
علي أباد (بالفارسية: علی‌آباد) هي قرية تقع في إيران في قسم رباطات الريفي. يقدر عدد سكانها بـ 10 نسمة .